# Roumagne
Roumagne település Franciaországban, Lot-et-Garonne megyében. Lakosainak száma 529 fő (2022. január 1.). Roumagne Puysserampion, Agnac, Allemans-du-Dropt, Miramont-de-Guyenne, Moustier, Saint-Pardoux-Isaac és La Sauvetat-du-Dropt községekkel határos.

## Népesség
A település népessége az elmúlt években az alábbi módon változott:
| Lakosok száma | 438  | 589  | 531  | 539  | 558  | 559  | 542  | 528  | 522  | 529  |
|               | 1968 | 1982 | 1990 | 2006 | 2013 | 2015 | 2017 | 2019 | 2020 | 2022 |